# Mortandela
La mortandela (da non confondersi con la mortadella bolognese) è un salume a base di pasta macinata di carni di maiale.

## Descrizione
Non è un insaccato in quanto non si usa il budello nella sua preparazione. Una volta la si faceva macinando (o meglio, pestando nel mortaio, e da qui il suo nome) le parti meno nobili del maiale, quali lingua, fegato e coppa del collo. Oggi si utilizzano solo parti nobili quali coppa, spalla, parte della coscia e pancetta le quali dopo essere state macinate grossolanamente vengono unite in modo da formare delle polpette delle dimensioni di una palla da tennis, ma di forma più schiacciata.
La più nota "Mortandela affumicata della Val di Non" è un Presidio Slow Food, e in questo caso la ricetta tradizionale prevede che l'impasto venga avvolto a mano nell'omento (o reticolo) di suino, prima di essere sottoposto ad affumicatura ed eventuale stagionatura. Viene usata fresca nella tipica minestra d'orzo o nei crauti, o stagionata da 15 a 30 giorni per poi essere consumata come salume da antipasto o aperitivo. La si può trovare, preparata in differenti modi, nelle macellerie e salumerie della Val di Non. Ogni anno a Tassullo in Val di Non, in ottobre si tiene la manifestazione "La Mortandela pu bona", in cui viene premiata la migliore mortandela affumicata dei produttori locali.
La particolarità di questo prodotto sta nelle dosi delle spezie contenute nell'impasto, che non sono prestabilite, ma ogni famiglia ha la sua ricetta che custodisce gelosamente.
Ci sono anche altre zone in Trentino in cui si produce un salume chiamato mortandela. Ad esempio un'antica ricetta di Caldonazzo prevede che si utilizzi il filetto e il fegato di maiale macinati e uniti dal cosiddetto "redesin".
Dal 1999 si tiene a Caldonazzo La Festa della "Mortandela".